# Кастело (Месина)
Кастело (итал. Castello) је насеље у Италији у округу Месина, региону Сицилија.
Према процени из 2011. у насељу је живело 77 становника. Насеље се налази на надморској висини од 714 м.